# 西格蒙德·弗赖赫尔·冯·施莱尼茨
西格蒙德·弗赖赫尔·冯·施莱尼茨（ Siegmund Freiherr von Schleinitz ，1890年7月23日－1968年11月30日）是第二次世界大战期间的德意志國防軍将军，曾任第9步兵師以及德國國防軍陸軍第361步兵師師長。他曾獲頒纳粹德国騎士鐵十字勳章。
1945年苏联發動東波美拉尼亞攻勢後，施莱尼茨向苏联红军投降。苏联方面認定其犯下战争罪，其被关押至1955年。